# Petula Clark
 (avril 2025).
Pour les articles homonymes, voir Clark.
Petula Sally Olwen Clark, née le 15 novembre 1932 à Ewell (Surrey, Angleterre), est une chanteuse, compositrice et actrice britannique.
Elle connaît l'une des plus longues carrières de tous les chanteurs britanniques, s'étendant sur plus de huit décennies.
Sa carrière professionnelle débute pendant la Seconde Guerre mondiale en tant qu'enfant animateur sur les ondes de la BBC. En 1954, elle connaît le succès avec la chanson The Little Shoemaker, et entame une carrière la conduisant à enregistrer principalement en anglais et en français, mais aussi en allemand, italien, espagnol, japonais et portugais.
Après plusieurs tubes internationaux comme Prends mon cœur, Marin (no 1 au Royaume-Uni), Roméo et Chariot, son succès s'étend aux États-Unis dès 1964 où elle devient no 1 avec Downtown et My Love, et classe neuf titres dans le Top 20 entre 1964 et 1968.
Petula Clark a vendu plus de 68 millions de disques et a également connu un grand succès dans le film La Vallée du bonheur ainsi que dans les comédies musicales La Mélodie du bonheur, Blood Brothers, Sunset Boulevard et Mary Poppins.

## Biographie

### Enfance et premiers pas artistiques (1932-1945)
Sally Clark naît le 15 novembre 1932 à Ewell, dans le comté de Surrey en Angleterre. Ses parents, Doris (née Phillips, d'origine galloise) et Leslie Noah Clark (anglais), étaient tous deux infirmiers à l'hôpital Long Grove d'Epsom. Son grand-père était mineur de fond. Son pseudonyme Petula a été créé par son père, qui plaisantait en disant qu'il s'agissait d'une combinaison des noms de ses deux anciennes petites amies, Pet et Ulla.
Elle grandit à Abercanaid, près de Merthyr Tydfil au Pays de Galles, où elle débute le chant dans l'église paroissiale. À l'âge de dix ans, en pleine Seconde Guerre mondiale, elle participe à une émission radio sur la BBC, dans laquelle des enfants chantent ou lisent des messages destinés aux soldats engagés dans les forces armées. Elle interprète Mighty Lak' a Rose pour son oncle et séduit aussitôt l'auditoire : elle est alors rappelée pour venir chanter régulièrement sur la station et participe à des tournées provinciales pour le moral des troupes avec Julie Andrews. Surnommée "Singing sweetheart" ou encore la "Shirley Temple britannique", elle se produit notamment devant Winston Churchill.
Son père lui fait découvrir le théâtre en 1944 en l'amenant à une représentation de Marie Stuart avec Flora Robson, ce qui confirmera la jeune fille dans son envie de devenir artiste. Son premier récital se tient l'année suivante au Bentalls à Kingston upon Thames.

### Début de carrière (1945-1954)
Après une performance au Royal Albert Hall en 1944, Maurice Elvey lui confie le rôle d'Irma dans son film Medal for the General. Elle enchaîne dès lors de nombreux rôles et tournera dans treize films entre 1944 et 1949, notamment Strawberry Roan et Meurtre à crédit en 1945, Je sais où je vais et London Town en 1946, Trouble à Townsend en 1947, Vice versa en 1948, Vote for Huggett et The Huggetts Abroad en 1949.
En 1945, elle devient un personnage de la bande dessinée Radio Fun, dans laquelle elle est présentée comme la « joyeuse imitatrice de la radio ». Elle commence sa carrière télévisuelle en participant à l'émission Cabaret Cartoons sur la BBC, puis anime de 1947 à 1950 sa propre émission.
En 1947, elle débute au théâtre en jouant quatre soirs dans Dear Octopus de Dodie Smith. L'année suivante, elle rencontre le pianiste Joe Henderson qui deviendra son arrangeur mais également son conjoint durant dix ans. En 1949, elle signe chez Polygon Records et enregistre son premier disque Put Your Shoes On, Lucy.
De 1951 à 1954, elle anime une nouvelle émission, Pet's Parlour, tout en continuant de sortir plusieurs chansons, de se produire en gala, et de jouer dans plusieurs films (dont Trois Dames et un as et Ménage sans bonne) et pièces de théâtre.

### Premiers succès internationaux (1954-1959)
En 1954, elle sort la chanson The Little Shoemaker qui se classe notamment no 1 en Australie et no 7 au Royaume-Uni. Elle enchaîne plusieurs succès comme Majorca, Suddenly There's a Valley, With All My Heart, Alone et Baby Lover.
Alors qu'elle poursuit en parallèle une carrière au cinéma, en tournant notamment dans Track the Man Down et That Woman Opposite, elle est invitée à chanter à l'Olympia de Paris en 1957, où elle signe un contrat avec la maison de disques Vogue, qui lui propose d'enregistrer en français. C'est là qu'elle rencontre l'attaché de presse Claude Wolff, qu'elle épousera en 1961. Elle connaît alors ses premiers succès en français, avec les titres Guitare et tambourin et Prends mon cœur, et joue dans la pièce Humpty Dumpty à Londres.

### Succès européens et concentration sur le marché français (1960-1963)
En 1960, elle connaît un grand succès européen avec sa chanson Sailor, qui atteint la première place du hit-parade britannique. Cette même année, elle entame une tournée aux côtés de Sacha Distel en France et en Belgique, où elle enchaîne les succès comme Garde-moi la dernière danse, Marin (la version française de Sailor), À London, Cœur blessé, Vilaine fille mauvais garçon ou encore Je me sens bien auprès de toi. Elle obtient également de nouveaux tubes européens, comme Ya Ya Twist et Casanova baciami, mais c'est surtout Roméo, Chariot (no 1 en Italie) et Monsieur (no 1 en Allemagne) qui remportent tous les suffrages, s'écoulant chacun à plus d'un million d'exemplaires en Europe.
Alors qu'elle enchaîne des tournées mondiales durant toute la décennie, elle continue sa carrière d'actrice et compose, tout en participant au film, la bande-originale de A couteaux Tirés, ainsi que celle de Entre ciel et mer.

### Succès mondial (1964-1969)
En 1964, Petula Clark cherche à renouveler son style musical et produit alors son plus grand succès discographique : Downtown. La chanson est enregistrée en cinq langues et devient un tube mondial : no 1 en Allemagne, en Espagne, en Australie, mais également aux États-Unis et au Canada. Le titre se vend à plus de trois millions d'exemplaires et reçoit un Grammy Award.
Entre 1965 et 1968, la chanteuse enchaîne les succès musicaux, classant notamment huit titres dans le Top 20 américain, dont  I Know a Place (qui remporte également un Grammy Award), My Love (no 1 aux États-Unis et au Canada), A Sign of the Times, I Couldn't Live Without Your Love, Don't Sleep in the Subway (no 1 en Australie) ou encore This Is My Song : écrite pour le film La Comtesse de Hong-Kong avec Charlie Chaplin, cette dernière se classe no 1 au Royaume-Uni, en Australie, aux Pays-Bas, mais aussi en France dans sa version française.
Alors qu'elle est la vedette de sa propre émission télévisée pour la BBC, This Is Petula Clark, diffusée de 1966 à 1968, elle décroche également son émission aux États-Unis sur NBC. Lors de l'une d'entre elles, elle chante On the Path of Glory en duo avec Harry Belafonte, durant laquelle elle lui prend le bras, à la consternation d'un représentant de la Chrysler Corporation (sponsor de l'émission), qui craint que ce moment n'entraîne des réactions raciales de la part des téléspectateurs du Sud. Ce dernier insiste pour qu'ils remplacent la prise par une autre sans contact physique, mais Petula Clark et son mari (producteur de l'émission) refusent. L'affaire prend alors de grandes proportions médiatiques. Diffusée le 8 avril 1968, quatre jours après l'assassinat de Martin Luther King, la séquence est saluée et marque les esprits.
Continuant de connaître des succès discographiques, notamment en France avec La Gadoue (signée Serge Gainsbourg), La dernière valse et Dis-moi au revoir, Petula Clark tourne en 1968 aux côtés de Fred Astaire dans La Vallée du bonheur, rôle pour lequel elle est nommée aux Golden Globes. L'année suivante, elle apparaît dans le film Goodbye, Mr. Chips et participe sur invitation de John Lennon à l'album Give Peace a Chance de Plastic Ono Band.
Le 15 novembre 1969, son concert An Evening with Petula, donné au Royal Albert Hall de Londres, est la première transmission en couleur de la BBC One.
Elle devient animatrice pour la télévision américaine du Petula Clark Show, diffusée sur les réseaux NBC et CBC de 1969 à 1970, et d'une émission pour ABC, qui a servi de pilote pour une série hebdomadaire de 1969 à 1971.
Au cours de cette période, la chanteuse encourage aussi de nouveaux talents, comme Herb Alpert et son label A&M, le compositeur et arrangeur français Michel Colombier et Richard Carpenter.

### Les années 1970
En 1970, elle reçoit un BAFTA pour son émission anglaise Just Pet, et débute une nouvelle tournée américaine, passant notamment par le Caesars Palace, et européenne. Elle publie les albums Memphis et Sing, qui ne connaissent pas le succès escompté : la chanteuse n'apparaît plus dans le Top 50 américain, seuls les titres The Song of My Life et I Don't Know How to Love Him parviennent à se classer au Royaume-Uni, tandis qu'en Australie ce sont les reprises de Melody Man et Wedding Song qui obtiennent un certain succès. Quelques chansons francophones connaissent de bons classements comme Le petit chien noir, Bleu blanc rouge et surtout C'est le refrain de ma vie.
Entre 1972 et 1974, elle anime une nouvelle émission sur la BBC, The sound of Petula, suivie de Pet Show entre 1974 et 1976. Le 31 décembre 1976, elle participe à l'émission A Jubilee of Music sur BBC1, qui célèbre la musique britannique à l'occasion du jubilé d'argent de la reine Élisabeth II.
Continuant les tournées internationales, la chanteuse apparaît dans plusieurs publicités (Coca-Cola, Plymouth, Burlington et Chrysler...), propose notamment un remix disco de Downtown en 1977 et une reprise de Don't Cry for Me Argentina, qui ne parviennent pas eux non plus à intégrer les classements des meilleures ventes. Elle est également à l'affiche du film de Guy Lux, Drôles de zèbres.

### Les années 1980
Après avoir tourné dans le film britannique Never Never Land en 1980 et la série française Sans famille, elle retrouve le succès en jouant dans la comédie musicale La Mélodie du bonheur, qui se déroule pendant plusieurs mois à Londres et pour laquelle elle obtient une nomination aux Laurence Olivier Awards. En 1983, elle joue dans la pièce Candida de George Bernard Shaw.
Côté musique, bien que son titre Natural Love arrive à atteindre la 66e place du Billboard Hot 100 en 1982 et qu'un nouveau remix de Downtown se classe no 10 au Royaume-Uni en 1988, ses autres chansons passent plutôt inaperçues.
En 1989, elle compose les musiques de la comédie musicale Someone Like You, dans laquelle elle joue et pour laquelle les représentations s'étendent sur plusieurs mois au Royaume-Uni.

## Autres éléments
Elle est l'invitée d'honneur et la marraine de la tournée Rendez-vous avec les stars à partir du 18 octobre 2014. Cette tournée est cependant à moitié annulée. Elle fait son retour en France sur la scène de La Nuit de la déprime, le 12 février 2018.
Le groupe punk français Colombey reprend en 2016 le titre La nuit n'en finit plus, sur l'album Colombey paru sur le label POUeT! Schallplatten.
Fin 2019, elle reprend le rôle de la femme aux oiseaux dans la comédie musicale Mary Poppins au Prince Edward Theatre de Londres.
En mai 2020, en pleine pandémie de Covid-19, Petula Clark présente le single Starting All Over Again, dont elle avait écrit les paroles à la suite des attentats du 11 septembre 2001, mais dont le texte semble aussi approprié pour la pandémie.
En 2022, la chanteuse Anne Sila reprend La Gadoue pendant une soirée spéciale sur M6 qui s'appelle Bienvenue chez Les Bodin's.

## Vie privée
Petula Clark épouse Claude Wolff (1931-2024), qui s'occupe des relations publiques des disques Vogue, le 6 juin 1961 à Bourg-la-Reine. Ils s'installent quelques mois plus tard à Paris. Ils ont trois enfants : Barbara née en 1961 à Londres, dite Bara, épouse du baron Robert de Cabrol, architecte d'intérieur à New York ; Catherine née en 1963 à Paris, peintre sous le nom de Kathy Wolff ; et Patrick, né en 1972 à Genève (Suisse), dit Paddy. Depuis 1967, ils sont installés à Genève. Lors d'une interview réalisée par le journal The Guardian le 6 septembre 2013, elle déclare qu'elle et son mari sont séparés mais pas divorcés.

## Décorations
- Commandeur de l'ordre de l'Empire britannique (1998)
- Commandeur de l'ordre des Arts et des Lettres (2012)[27].

## Reprises de son tubeDowntown
Son titre Downtown, qui est un succès mondial, est notamment repris dans la série télévisée américaine Lost (1re diffusion aux États-Unis le 22 septembre 2006, dans l'épisode 3x1), dans la série télévisée American Horror Story (1re diffusion aux États-Unis le 8 octobre 2015, dans l'épisode 5x1) et ainsi que dans X-Files (1re diffusion aux États-Unis le 8 février 2016, dans l'épisode 10x4) et dans Prime Suspect 1973 épisode 3.
On peut également entendre l'air de Downtown au début du film Les Dents de la mer 2, ainsi que dans le générique de fin de Une vie volée (Girl, Interrupted) de James Mangold. Puis, au début du film An American Crime, aussi dans Thirty Two Short Films about Glenn Gould du Québécois François Girard quand le personnage principal de Gould fait un arrêt dans un restaurant accueillant des camionneurs.
Downtown accède aussi à une célébrité imméritée à Noël 2020. C'est cette chanson qu'Anthony Quinn Warner a diffusé depuis son camping-car avant de le faire exploser à Nashville à 6 h 30 (heure locale - 13 h 30 heure de Paris)
Emma Bunton, l'ex Baby Spice, reprend, en 2006, le titre Downtown. Le single se classe dans le Top 3 des charts anglais.
Petula elle-même a repris la chanson Downtown avec de tout nouveaux arrangements, sur son album de 2013 Lost in you. La chanson est presque méconnaissable dans des arrangements d'une grande douceur, qui lui donnent une nouvelle vie.

## Filmographie
Années 1940
- 1944 : Medal for the General de Maurice Elvey : Irma
- 1945 : Strawberry Roan de Maurice Elvey : Emily
- 1945 : Meurtre à crédit de Montgomery Tully : Jill enfant
- 1945 : Je sais où je vais de Michael Powell et Emeric Pressburger : Cheril
- 1946 : Trouble at Townsend de Darrel Catling : Mary Bishop
- 1946 : London Folies de Wesley Ruggles : Peggy Sanford
- 1948 : Vice Versa de Peter Ustinov : Dulcie Grimstone
- 1948 : Easy Money de Bernard Knowles : Jackie Stafford
- 1948 : Here Come the Huggetts de Ken Annakin : Pet Huggett
- 1949 : Vote for Huggett de Ken Annakin : Pet Huggett, fille
- 1949 : The Huggetts Abroad de Ken Annakin : Pet Huggett
- 1949 : Don't Ever Leave Me d'Arthur Crabtree : Sheila Farlaine
- 1949 : The Romantic Age d'Edmond T. Gréville : Julie Dickson

Années 1950
- 1950 : Le Démon de la danse (Dance Hall) de Charles Crichton : Georgie
- 1951 : White Corridors de Pat Jackson : Joan Sheperd
- 1951 : Madame Louise de Maclean Rogers : Miss Penny
- 1952 : Ménage sans bonne de John Paddy Carstairs : Julie Topham
- 1952 : Trois Dames et un as de Ronald Neame : Nellie Cotterill
- 1954 : The Happiness of Three Women de Maurice Elvey : Delith
- 1954 : The Runaway Bus de Val Guest : Stewardess 'Nikki' Nicholls
- 1954 : The Gay Dog de Maurice Elvey : Sally Gray
- 1955 : Track the Man Down de R. G. Springsteen : June Dennis
- 1957 : That Woman Opposite de Compton Bennett : Janice Lawes

Années 1960
- 1963 : À couteaux tirés de Charles Gérard : elle-même
- 1965 : Questi pazzi, pazzi italiani de Tullio Piacentini : elle-même
- 1968 : La Vallée du bonheur de Francis Ford Coppola : Sharon McLonergan
- 1969 : Goodbye, Mr. Chips  de Herbert Ross : Katherine Bridges

Années 1970
- 1977 : Drôles de zèbres de Guy Lux : Miss Clark

Années 1980
- 1980 : Never, Never, Land de Paul Annett : Bee
- 1981 : Sans Famille (série télévisée à partir de l'œuvre d'Hector Malot) de Jacques Ertaud : Elizabeth Milligan

## Théâtre/Comédies musicales
- 1947 : Dear Octopus de Dodie Smith
- 1950 : Those for the Goose de Mary McLellan
- 1954 : The Constant Nymph de Margaret Kennedy
- 1959-1960 : Humpty Dumpty de Gregory Ancel
- 1964/1972/1976 : Hello, Dolly! de Beris Dorin
- 1981-1982 : La Mélodie du bonheur de Maria Augusta von Trapp
- 1983 : Candida de George Bernard Shaw
- 1989-1990 : Someone Like You de Robin Migey
- 1993-1995 : Blood Brothers de Willy Russell
- 1995-1997/1998-2000 : Sunset Boulevard de Andrew Lloyd Webber
- 2019-2021 : Mary Poppins de Richard Eyre

## Discographie
Avec plusieurs dizaines d'albums studio et des centaines de singles en plusieurs langues, Petula Clark est l'une des artistes anglaises les plus productives de ces quatre-vingt dernières années.

### Discographie anglo-saxonne (Royaume-Uni/Etats-Unis)

#### Albums studios/live
- 1955: Petula Clark sings
- 1956: A day with a Pet
- 1957: You are my lucky star
- 1958: Music
- 1959: Petula in Hollywood
- 1960: Take my heart
- 1961: Meeting with Petula
- 1962: In other words
- 1963: Petula
- 1964: Hello Paris
- 1965: Downtown
- 1965: I know a place
- 1966: My love
- 1966: I couldn't live without your love
- 1967: Colour my world
- 1967: These are my songs
- 1968: The Other Man's Grass Is Always Greener
- 1968: Petula Petula
- 1969: Portrait of Petula
- 1969: Pet
- 1970: Memphis
- 1970: Sing
- 1971: The song of my life
- 1972: Warm and tender
- 1973: Like a prayer
- 1973: Live at Royal Albert Hall (live)
- 1974: Now
- 1975: Live in London (live)
- 1975: Come on
- 1976: I'm the woman you need
- 1977: I will be back
- 1978: Destiny
- 1979: Valentine Date
- 1982: Conversation with the wind
- 1983: An hour of concert with Petula Clark (live)
- 1985: Christmas
- 1988: Petula 88
- 1991: In her own write
- 1993: Live at Copacabana (live)
- 1995: Blood Brothers
- 1998: Where the heart is
- 2000: Live 65 (live)
- 2001: A sign of times (live)
- 2002: Here for you
- 2004: Live at Paris Olympia (live)
- 2005: Driven by emotion
- 2006: Duets
- 2007: Solitude & Sunshine
- 2009: Thank you Christmas
- 2010: Petula
- 2011: A Valentine Day Concert (live)
- 2013: Lost in you
- 2016: From now on
- 2018: Living for today
- 2021: Seen from here

#### Singles
- 1949 : Put your shoes on Lucy
- 1949 : I'll always love you
- 1949 : Silver dollar
- 1950 : Blossoms on the bought
- 1950 : You are my true love
- 1950 : Beloved be faithful
- 1950 : You go to my head
- 1951 : Two lips
- 1951 : Tennessee Waltz
- 1951 : Teasin
- 1951 : May Kwai
- 1951 : Tell me truly
- 1952 : That's how a love song is born
- 1952 : Mariandl
- 1952 : It had to be you
- 1952 : A boy in love
- 1952 : Where did my snowman go
- 1953 : Made in heaven
- 1953 : My love is a wanderer
- 1953 : Christopher Robin
- 1953 : Poppa Piccolino
- 1953 : A gift
- 1954 : The little shoemaker
- 1954 : Meet Me in Battersea Park
- 1954 : Little Johnny Rainbow
- 1954 : Majorca
- 1954 : The card
- 1955 : Romance in Rome
- 1955 : The pendulum song
- 1955 : How things with you
- 1955 : Suddenly there's the valley
- 1955 : Another door opens
- 1956 : Band of gold
- 1956 : To love my love
- 1956 : With all my heart
- 1956 : It's foolish but it's fun
- 1956 : A millions stars above
- 1957 : The sky
- 1957 : Gonna find a blue bird
- 1957 : Alone
- 1957 : With your love
- 1957 : Hello my heart
- 1958 : Baby lover
- 1958 : Love me again
- 1958 : Devotion
- 1958 : Fibbin
- 1958 : Slowly with Petula
- 1959 : Ever ben in love
- 1959 : Whatch your heart
- 1959 : Where do I go from here
- 1959 : Adonis
- 1959 : Dear daddy
- 1960 : I love a violin
- 1960 : Cinderella
- 1960 : On the beach
- 1960 : The road
- 1960 : Night-club with Petula
- 1961 : Sailor
- 1961 : Something missing
- 1961 : Welcome home
- 1961 : Romeo
- 1961 : My friend the sea
- 1962 : I will follow him (Chariot)
- 1962 : Monsieur
- 1962 : I'm counting on you
- 1962 : Wistlin for the moon
- 1962 : Jumble sale
- 1963 : Valentino
- 1963 : Let me tell you
- 1963 : Baby it's me
- 1963 : Casanova
- 1963 : Hello Dolly
- 1964 : Dance on
- 1964 : Thank you
- 1964 : In love
- 1964 : True love never runs smooth
- 1964 : Downtown
- 1965 : Anyone who had a heart
- 1965 : I know a place
- 1965 : You'd bette come home
- 1965 : Round every corner
- 1965 : You're the one
- 1966 : My love
- 1966 : A sign of times
- 1966 : Who I am
- 1966 : If you take the time
- 1966 : In London
- 1967 : Colour my world
- 1967 : This is my song
- 1967 : Don't sleep in the subway
- 1967 : The cat in the window
- 1967 : Be anything
- 1968 : The last waltz
- 1968 : Ô ô Sheriff
- 1968 : Invece no
- 1968 : Bang-bang
- 1968 : Don't give up
- 1969 : American boys
- 1969 : I would sing with your band
- 1969 : Happy heart
- 1969 : Look at mine
- 1969 : No one better than you
- 1970 : The song is beautiful
- 1970 : Melody man
- 1970 : Hello mister Brown
- 1970 : You and I
- 1970 : The heart sing clearly
- 1971 : I don't know how to love him
- 1971 : The world song
- 1971 : The night never ends
- 1971 : The big love
- 1971 : The little black dog
- 1972 : My guy
- 1972 : The wedding song
- 1972 : Superstar
- 1972 : Take my heart
- 1972 : I can't remember
- 1973 : Gratification
- 1973 : Lead me on
- 1973 : Silver spoon
- 1973 : Taking it on
- 1973 : Both sides
- 1974 : Call me
- 1974 : Never Been a Horse That Couldn't Be Rode
- 1974 : Let's Sing a Love Song
- 1974 : The Old Fashioned Way
- 1974 : Loving Arms
- 1975 : Just say goodbye
- 1975 : Thank you my dear love
- 1975 : What I did for love
- 1975 : I am your song
- 1975 : Wind of change
- 1976 : Here, there and everywhere
- 1976 : What I did for love
- 1976 : Splendid
- 1976 : I believe in love
- 1976 : Ya Ya Twist (english version)
- 1977 : Downtown 77
- 1977 : Two rivers
- 1977 : Don't cry for me Argentina
- 1978 : I'm not in love
- 1978 : Put a Little Sunbeam in Your Life
- 1978 : The greak
- 1979 : Just a Dance with Time
- 1979 : Wake up Petula
- 1979 : Don't stop the music
- 1980 : Natural love
- 1980 : Lotus
- 1981 : Edelweiss
- 1981 : Blue eyes crying in the rain
- 1982 : Dreamin' with My Eyes Wide Open
- 1983 : Darkness
- 1984 : Again
- 1985 : Mr Orwell
- 1986 : Kiss me, goodbye
- 1987 : Downtown 1988
- 1988 : Life's a game
- 1989 : I Couldn't Live Without Your Love 89
- 1990 : Someone like you
- 1991 : Too many lonely hearts
- 1992 : Oxygen
- 1993 : We still be friend
- 1994 : Cheatin heart
- 1995 : Blood Brothers
- 1996 : Songs from sunset boulevard
- 1997 : Alone (new version)
- 1998 : La gadoue
- 1999 : I will follow him (remix)
- 2006 : Together
- 2010 : Solitude & Sunshine
- 2012 : Downtown (new version)
- 2013 : Never for me
- 2014 : Cut copy for me
- 2016 : Sacrifice my heart
- 2018 : Living for today
- 2022 : Seen from here

#### Compilations
- 1955 :  Petula
- 1956 :  First songs
- 1957 :  Hits of Petula
- 1958 :  Petula Clark: Pleasures
- 1959 :  Success
- 1960 :  Children songs
- 1961 :  Petula Clark Hits
- 1962 :  Petula Clark
- 1963 :  Petula Gold
- 1964 :  I will i follow him
- 1965 :  Petula World
- 1965 :  Downtown and other success
- 1966 :  Petula Clark's hit parade
- 1967 :  Songs of Petula Clark
- 1967 :  Petula Clark's greatest hits I
- 1968 :  Greatest Hits Volume I
- 1969 :  Greatest Hits Volume II
- 1969 :  My love
- 1970 :  Today
- 1971 :  Greatest Hits Volume III
- 1972 :  Petula Clark's greatest hits II
- 1973 :  Hit Parade Petula Clark
- 1973 :  Superstar
- 1974 :  Golden hits
- 1975 :  Hits collection: Petula
- 1976 :  20 All Time Greatest
- 1977 :  A new Petula
- 1977 :  Petula Clark
- 1978 :  This is my song
- 1979 :  Give it a try
- 1980 :  Hits
- 1980 :  Petula Clark: success
- 1981 :  Greatest hits of Petula Clark
- 1982 :  Petula Clark Volume I
- 1983 :  Memories
- 1984 :  Petula Clark Volume II
- 1985 :  The hits singles collection
- 1986 :  My greatest
- 1987 :  Downtown: 20 greatest hits
- 1988 :  My song album
- 1989 :  The very best-of
- 1990 :  Original hits
- 1990 :  Special collection
- 1991 :  The nixa years
- 1991 :  The EP's
- 1992 :  Pet songs
- 1992 :  The polygon songs
- 1993 :  I love to sing
- 1993 :  Petula Clark : treasures
- 1994 :  Blue lady : Nashville
- 1994 :  Gold
- 1995 :  Petula Clark Years
- 1995 :  16 most requested songs
- 1996 :  The Best of Petula Clark
- 1996 :  The complete golden hits
- 1997 :  Merry Christmas
- 1997 :  Petula 65/66
- 1997 :  Petula sings
- 1998 :  Today
- 1998 :  Petula Clark: greatest hits
- 1998 :  The Pye Anthology
- 1999 :  Essential
- 1999 :  Music : The Pye Collection
- 1999 :  The international collection
- 2000 :  Romantic songs
- 2000 :  Anthology
- 2001 :  Petula Classics
- 2001 :  Memphis/The song of my life
- 2002 :  The ultimate collection
- 2003 :  The essential
- 2004 :  This is my song
- 2005 :  Supersongs from a superstar
- 2006 :  20 success
- 2007 :  The Best-Of Volume II
- 2008 :  Then & Now: The Very Best of Petula Clark
- 2009 :  Petula: The Best-of
- 2010 :  The collection Petula Clark
- 2011 :  Downtown: the collection
- 2011 :  Her greatest hits
- 2012 :  Petula
- 2013 :  Open your heart
- 2014 :  The early years
- 2015 :  Love song collection: Petula Clark
- 2016 :  Natural Love: The Scotti Brothers & Petula Clark
- 2017 :  Hits, Classics and More: Petula
- 2017 :  Classic collection
- 2018 :  Duets
- 2019 :  60's songs: Petula Clark
- 2020 :  Songs of my life
- 2021 :  The Petula Clark best-of
- 2022 :  Downtown: the best-of
- 2022 :  Legendry
- 2023 :  Archives: Petula Clark

### Discographie française

#### Albums studios/live
- 1956: Petula
- 1957: With Petula Volume I
- 1958: L'opérette de l'année: My fair lady
- 1958: Noëls
- 1959: Pétula Clark chante en Français Volume I
- 1960: A Musicorama (Live)
- 1960: Prends mon coeur
- 1961: Tête à tête avec Pétula
- 1962: Rendez-vous avec Pétula
- 1963: Ceux qui ont un coeur
- 1964: Pétula
- 1964: Les James Dean
- 1965: Petula 65
- 1966: Petula Clark
- 1967: C'est ma chanson
- 1968: Le palmarès
- 1968: La vallée du bonheur (B.O.F)
- 1969: Pétula Clark à Paris
- 1969: L'amour viendra
- 1970: Chante
- 1971: C'est le refrain de ma vie
- 1972: La nuit n'en finit plus
- 1973: Live at the Royal Albert Hall (Live)
- 1974: Une carte d'amitié
- 1975: What I did for love
- 1976: Je voudrais qu'il soit amoureux
- 1977: Downtown 77
- 1978: Je reviens
- 1979: A Valentine Day Concert (Live)
- 1986: Just pet
- 1992: In her own write
- 1995: Blood Brothers (comédie musicale)
- 1998: Here for you
- 2000: Conversations with the wind
- 2004: Live at Paris Olympia
- 2006: Driven by emotion
- 2007: Duets (album de duos)
- 2008: Thank you Christmas
- 2011: Petula
- 2013: Lost in you
- 2016: From now on
- 2018: Vu d'ici
- 2020: Living for today

#### Singles
- 1949: Blossoms on the bought
- 1950: You go to my head
- 1951: You are my true love
- 1952: Mariandl
- 1953: Petula Clark : A gift
- 1954: The card
- 1955: Another door opens
- 1956: Memories are made of this
- 1956: The little shoemaker
- 1956: With all my heart
- 1957: With your love
- 1957: With all my heart
- 1957: It's foolish but it's fun
- 1958: Alone
- 1958: Allo mon coeur
- 1958: Slowly with Petula
- 1958: Baby lover
- 1959: Noëls
- 1959: Saint-Tropez
- 1959: Everbeen in love
- 1959: Adonis
- 1959: Prends mon coeur
- 1960: Petit night-club chez Pétula
- 1960: Que voulez-vous de plus
- 1960: Je compte sur toi
- 1960: A Hollywood
- 1960: Garde moi la dernière danse
- 1961: Hit Parade
- 1961: Marin
- 1961: Roméo
- 1961: La joie d'aimer
- 1961: Calcutta
- 1962: Chariot
- 1962: Pet-Ooh-Laa
- 1962: I'm counting on you
- 1962: Ya ya twist
- 1962: A London
- 1963: Monsieur
- 1963: Les beaux jours
- 1963: La chanson d'Argentine
- 1963: Coeur blessé
- 1963: Be anything
- 1963: Je me sens bien auprès de toi
- 1963: Que ton coeur me soit fidèle
- 1964: Plaza del toros
- 1964: Gigolo Gigolino
- 1964: Downtown
- 1964: Entre nous il est fou
- 1964: Chante Noël
- 1964: Ceux qui ont un coeur
- 1965: Tout le monde veut aller au ciel
- 1965: Hello Dolly
- 1965: En Allemand
- 1965: In Love
- 1965: Slowly
- 1965: Ô Ô Sheriff
- 1965: Dans le temps
- 1965: Viens avec moi
- 1966: Tu es le seul
- 1966: Mon amour
- 1966: Invece no
- 1966: I know a place
- 1966: Viens avec moi
- 1966: You'd better come home
- 1966: Il faut revenir
- 1966: Bang-Bang
- 1967: Un mal pour un bien
- 1967: La gadoue
- 1967: A sign of times
- 1967: Je ne peux pas vivre sans ton amour
- 1967: La mer est comme toi
- 1967: Hello Mister brown
- 1967: C'est ma chanson
- 1968: Don't sleep in the subway
- 1968: The cat in the window
- 1968: San Francisco
- 1968: La dernière danse
- 1968: The other man's grass
- 1968: L'amour viendra
- 1969: Dis-moi au revoir
- 1969: La dernière valse
- 1969: Don't give up
- 1969: I wanna sing with your band
- 1969: Happy heart
- 1969: No one better than you
- 1970: Concours phare Ouest France
- 1970: Kiss me goodbye
- 1970: Frère Jacques
- 1970: Le coeur qui chante clair
- 1970: You and I
- 1970: Belle nuit, Sainte Nuit
- 1971: Melody Man
- 1971: Il faut retrouver le temps d'aimer
- 1971: C'est Le refrain de ma vie
- 1971: Hello Dolly (French Version)
- 1971: Le petit chien noir
- 1971: Le grand amour
- 1972: La nuit n'en finit plus
- 1972: Le train du retour
- 1972: Superstar
- 1972: Bleu, blanc, rouge
- 1973: La chanson de Marie-Madeleine
- 1973: Marie désir
- 1973: My guy
- 1973: Comme je t'aime mon amour
- 1974: Thank you my love
- 1974: Wedding song
- 1974: Une carte d'amitié
- 1975: Coup de tête, coup de foudre
- 1975: Elle est finie
- 1975: What I did for love
- 1976: Je voudrais qu'il soit malheureux
- 1976: Seule
- 1976: Splendido
- 1977: Downtown 77
- 1977: La chanson d'Evita
- 1977: Sauve-moi
- 1978: 55 millions de gaulois
- 1978: Le grec
- 1979: Lève-toi Pétula
- 1980: Lotus
- 1981: Natural love
- 1982: Claquez vos doigts
- 1983: Mr Orwell
- 1984: Glamoureuse
- 1985: Walter
- 1986: Kiss me, goodbye
- 1987: Got It
- 1988: Downtown 88
- 1989: We still be friend
- 1990: I couldn't live without your love (89 remix)
- 1991: Too many lonely hearts
- 1992: Someone like you
- 1993: Cheatin heart
- 1994: Blood Brothers
- 1995: Songs from sunset boulevard
- 1998: Here for you
- 2003: Kaleidoscope
- 2006: Together
- 2008: Solitude and sunshine
- 2011: Petula Clark EP
- 2016: Sacrifice my heart
- 2018: Living for today
- 2022: Vu d'ici

#### Compilations
- 1958: Petula
- 1959: Baby lover - Leurs grands succès
- 1960: Petit night-club à Londres
- 1961: Avec Petula
- 1962: Les succès de Pétula Clark
- 1963: Les succès de Pétula Clark Volume II
- 1964: Teenagers: Pétula Clark
- 1965: Surprise Party avec Pétula Clark
- 1965: Merci chérie
- 1966: Les disques d'or de la chanson: Chariot
- 1967: These are my songs
- 1968: Surprise party chez les voisins: Petula Clark
- 1968: Les disques d'or de la chanson: Pétula Clark
- 1969: Les disques d'or de la chanson: Pétula Clark II
- 1969: Le palmarès des succès 68: Pétula Clark
- 1970: Les grands succès de Petula Clark
- 1971: Les grands succès de Petula Clark Volume II
- 1972: Les bravos de la chanson: Pétula Clark
- 1973: Hit Parade des grandes vedettes: Petula Clark
- 1974: Succès de la chanson: Petula Clark
- 1975: Super hits: Roméo
- 1976: Coeur blessé
- 1977: Downtown et autres succès
- 1978: Que fais-tu là Pétula ?
- 1982: Le temps des idoles: Pétula Clark
- 1985: Les meilleurs hits de Pétula Clark
- 1989: The very best-of
- 1992: Tender love
- 1994: Mes premières chansons
- 1996: Best-of
- 1997: Les années Petula
- 1998: Ultimate Petula
- 2000: Collection Classique: Petula Clark
- 2002: The ultimate collection
- 2003: Les indispensables
- 2006: Simple gifts: Petula Clark
- 2007: Les plus grands succès de Petula Clark
- 2010: Une baladine: Triple Best-Of Petula Clark
- 2011: Petula Clark EP
- 2012: Histoire d'un amour
- 2013: Love song collection: Petula Clark
- 2014: Greatest hits
- 2015: Les 100 meilleures chansons de Pétula Clark
- 2019: En Français
- 2020: Collection Jean-Marie Périer: Pétula Clark
- 2021: Chariot
- 2023: Petula Clark: ses plus belles chansons

### Principaux titres en allemand
- Monsieur (1962, #1).
- Casanova Baciami (1963, #2).
- Cheerio (1963, #6).
- Mille Mille Grazie (1963, #9).
- Mit weißen Perlen (1964, #17).
- Alles ist nun vorbei (Anyone Who Had a Heart) (1964, #37).
- Downtown (1965, version allemande, #1).
- Kann ich dir vertrauen (1966, #17).
- Verzeih' die dummen Tränen (1966, version allemande de My Love, #21).
- Love - so heißt mein Song (1967, version allemande de This is My Song, #23).

### Principaux titres en italien
- Sul mio carro (Chariot) (1962, #1).
- Quelli che hanno un cuore (Anyone Who Had a Heart) (1964, #4).
- Invece no (participant au Festival de Sanremo 1965, # 5).
- Ciao, ciao (Downtown), (1965, #1).
- Cara felicita' (This is my song) (1967, #1).
- Kiss me goodbye (version italienne) (1968, #26).

### Principaux titres en espagnol
- Qué tal, Dolly? (Hello, Dolly!).
- Pequeña Flor (Petite Fleur).
- Tú no tienes corazón (Anyone Who Had a Heart).
- Cantando al caminar (The Road).

Les quatre chansons sont publiées en Espagne en 1964, par Hispavox, sur un EP Petula Clark canta en Español (Cat.-No. HV 27-126).

## Publicités et autres activités économiques
- 1946: égérie pour les chaussures Berkertex
- 1947: égérie pour les bicyclettes BSA
- 1948: égérie pour la marque Vice-Versa
- 1949-1956: égérie pour les produits capillaires Blend-Rite
- 1950: mascotte pour la publicité Ercol pour Happy Valley Furniture
- 1951: publicité pour la Regent Oil Company
- 1952: publicité pour les horloges Westclox
- 1953: publicité pour la Co-opérative Permanent Building Society
- 1954-1961: égérie de sa propre marque de chaussures Clark's shoes
- 1955: publicité pour le thé Tetley Tea
- 1956: publicité pour les gâteaux Mac Throat Sweets
- 1957-1959: publicité pour les barres chocolatées Mars
- 1958: publicité pour le shampoing Drene
- 1959: publicité pour le maquillage Potter&More
- 1960-1966: publicité pour le crochet Mc'calls
- 1961-1964: mascotte des produits canins Pet Dogs
- 1962-1963: égérie pour les produits de beauté Lux Soap
- 1963: publicité pour les bons Nylon
- 1964-1968/1974-1978: égérie Coca-Cola au Royaume-Uni
- 1965-1967: égérie de sa ligne de vêtements Pet Clothes
- 1966-1969: ambassadrice pour sa ligne de jeux de cartes P.Cards
- 1968: publicité pour le programme Plymouth
- 1969: publicité pour les lessives Lavish
- 1970-1980: égérie pour la marque automobile Chrysler
- 1971-1972: publicité pour les télévisions HMV
- 1973: publicité pour le papier peint Sanderson
- 1974: mascotte pour les vêtements d'hiver Astraka
- 1976: publicité pour les photos Arcade
- 1975-1981: égérie pour les chaussettes Burlington
- 1982-1988: égérie pour la marque de cosmétiques Avon
- 1995: spot multi-artistes pour la BBC
- 2017: publicité pour la promotion du Heathrow Airport

## Engagements caritatifs
- 1957-1967: marraine des Christmas Seals
- depuis 1967: ambassadrice de bonne volonté pour l'UNICEF
- 1975-1993: marraine pour Alzheimer Research Association
- 1977: présentatrice du Gala I remember destiné à Alzheimer Research Association
- 1979: participante à l'Operation Music Aid pour les musiciens démunis
- 1985-1989/1993-1998: marraine de l'Art Therapy Foundation
- 1994: sortie d'un single pour l'Art Therapy Foundation (Butterfly Song)
- 1999: participation à l'album multi-artistes Living water par l'association African well water charity
- 2002: marraine du concert de charité de Laurence Young pour l'association Teenage Cancer Trust
- 2006: participation à l'album multi-artistes Broadway Cares - Equity Fights for AIDS
- 2016: marraine du gala anglais annuel de l'UNICEF

### Livres consacrés à Petula Clark
- Petula Clark: a extraordinary story, Jim Wright, Pope, 1959.
- A London, A Paris, Collectif d'Auteurs, Editions TOP, 1962.
- Pye Records: Petula Clark, Collectif d'Auteurs, Editions TOP, 1972.
- Beautiful sounds of Petula Clark: the book, Collectif d'Auteurs, Nash, 1975.
- Petula Clark in the Far West, Claude Wernick, Follow, 1977 (adapté en documentaire).
- This is my song, Andrea Kon, Comet, 1983.
- Petula Clark: a sign of times, Steven Warner, Imprint, 1988.
- Petula Clark: a biography, Steven Warner, Imprint, 1991.
- Portrait of Petula Clark, Collectif d'Auteurs, Winner Times, 1994.
- Petula Clark, Prudence Emery, Cormorant Books, 1999.
- Clark: The Queen of English Pop, Thomas Jones, Indépendant, 2003.
- Petula Clark: une baladine, Françoise Piazza, Éditions Carpentier, 2007.
- Petula Clark, Mandy Rennie, Blurb, 2009.
- Petula Clark: Classics, Collectif d'Auteurs, Pop Choir, 2015.
- Petula Clark, Collection Hall of Fame Series, Wink Martindale, Happyland, 2017.
- Cliff Richards and Petula Clark: a English story, Mandy Rennie, Blurb, 2019.
- Thank you lucky stars: Petula Clark, Kevin Mulrennan, L'Indépendant, 2020.
- Petula Clark: artiste complète et star internationale, Daniel Lesueur, Camion Blanc, 2022.
- Petula Clark: the untold story, Olivier Clark, Lulu, 2023.